# Boana raniceps
Boana raniceps – gatunek płaza bezogonowego z podrodziny Hylinae w obrębie rodziny rzekotkowatych (Hylidae).

## Taksonomia
Gatunek ten po raz pierwszy opisał w 1862 roku amerykański paleontolog i zoolog Edward Drinker Cope, nadając mu nazwę Hypsiboas raniceps. Cope nie wskazał dokładnie miejsca typowego odłowu holotypu, ale Ekspedycja Page’a odwiedzała wiele miejsc w Brazylii, północno-wschodniej Argentynie i południowym Paragwaju, wzdłuż zlewni rzek Parana i Paragwaj. Doris Cochran w 1961 roku jako miejsce typowe wskazała „Paragwaj”.

## Występowanie
Występuje w Brazylii, południowej Kolumbii, północnej Gujanie Francuskiej, Boliwii, Paragwaju oraz północno-wschodniej Argentynie. Występuje w różnorodnych środowiskach: od tropikalnych lasów i obszarów podmokłych, przez sawanny, po tereny zurbanizowane.

## Status
Gatunek ten występuje powszechnie, a liczba osobników nie zmienia się znacząco w długich odstępach czasu. Stwierdzono lokalne zagrożenia dla rozwoju osobników tego gatunku, takie jak działalność rolnicza i rozwój infrastruktury.